# The Rescuers
The Rescuers (trad. "Los rescatadores") es una novela infantil británica escrita por Margery Sharp e ilustrada por Garth Williams; su primera edición fue publicada en el año 1959 por Little, Brown and Company. La novela es la primera en una serie de relatos sobre Miss Bianca, una ratona de alta sociedad que se presta voluntaria para socorrer a personas y animales en peligro. Poco después de su publicación, Walt Disney trajo la novela a la atención de su famoso estudio y se comenzó el desarrollo de una adaptación de ésta. El resultado fue la exitosa película de animación The Rescuers estrenada en 1977 y basada principalmente en la segunda novela en la serie, Miss Bianca, de 1962. Hoy en día, sólo el primer libro en la serie se encuentra en imprenta.

## Trama
La historia comienza durante una reunión de la sociedad de ayuda a los prisioneros, una organización internacional de ratones que se dedican a acompañar y alegrar la vida de prisioneros encarcelados en celdas. Cuando el viejo secretario comunica a los delegados sobre el caso de un poeta noruego encarcelado en el Castillo Negro, la señora moderadora sugiere cambiar las reglas tradicionales de la organización e intentar su rescate. A pesar de sus dudas, la sociedad decide intentar llevar a cabo su proposición. Para lograrlo, saben que necesitarán de un ratón noruego que conozca el lenguaje del cautivo. Saben que Miss Bianca, una ratoncita blanca consentida viajará a Noruega por avión acompañando a su dueño, el 'Niño' hijo del embajador (ambos humanos). La señora moderadora le pide al ratón Bernard, residente de la bodega, que localice a Miss Bianca en su magnífica pagoda de porcelana y que la convenza a emprender la misión de buscar al ratón más valiente de Noruega.

## Secuelas
- Miss Bianca (1962)
- The Turret (1963, El torreón)
- Miss Bianca in the Salt Mines (1966, Miss Bianca en las minas de sal)
- Miss Bianca in the Orient (1970, Miss Bianca en el oriente)
- Miss Bianca in the Antarctic (1971, Miss Bianca en el antártico)
- Miss Bianca and the Bridesmaid (1972, Miss Bianca y la dama de honor)
- Bernard the Brave (1977, Bernard el valiente)
- Bernard Into Battle (1978, Bernard a la batalla)

- Datos: Q16639772